# Proglótide

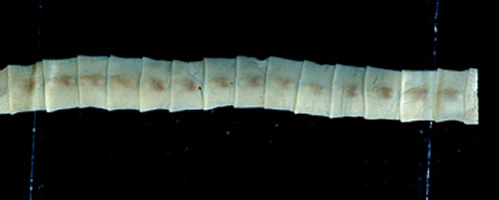
Proglótides de Diphyllobothrium latum.

Las proglótides o proglótidas son cada uno de los segmentos morfológicos en que se divide el cuerpo de los gusanos planos de la clase de los cestodos. El conjunto de proglótides forma el estróbilo o "cuerpo" del gusano. 
Cada proglótide contiene un aparato reproductor hermafrodita y  completo, y comparten un sistema nervioso común con el resto. Las proglótides más cercanas al escólex ("cabeza" del gusano) son más jóvenes e inmaduras; las proglótides centrales son maduras y pueden reproducirse, mientras que las proglótides terminales son grávida y están repletas de cientos o miles de huevecillos; estas proglótides grávidas suelen desprenderse del estróbilo y ser evacuadas con las heces del huésped, y son la fuente de infección.
- Datos: Q5482940